# Halgå

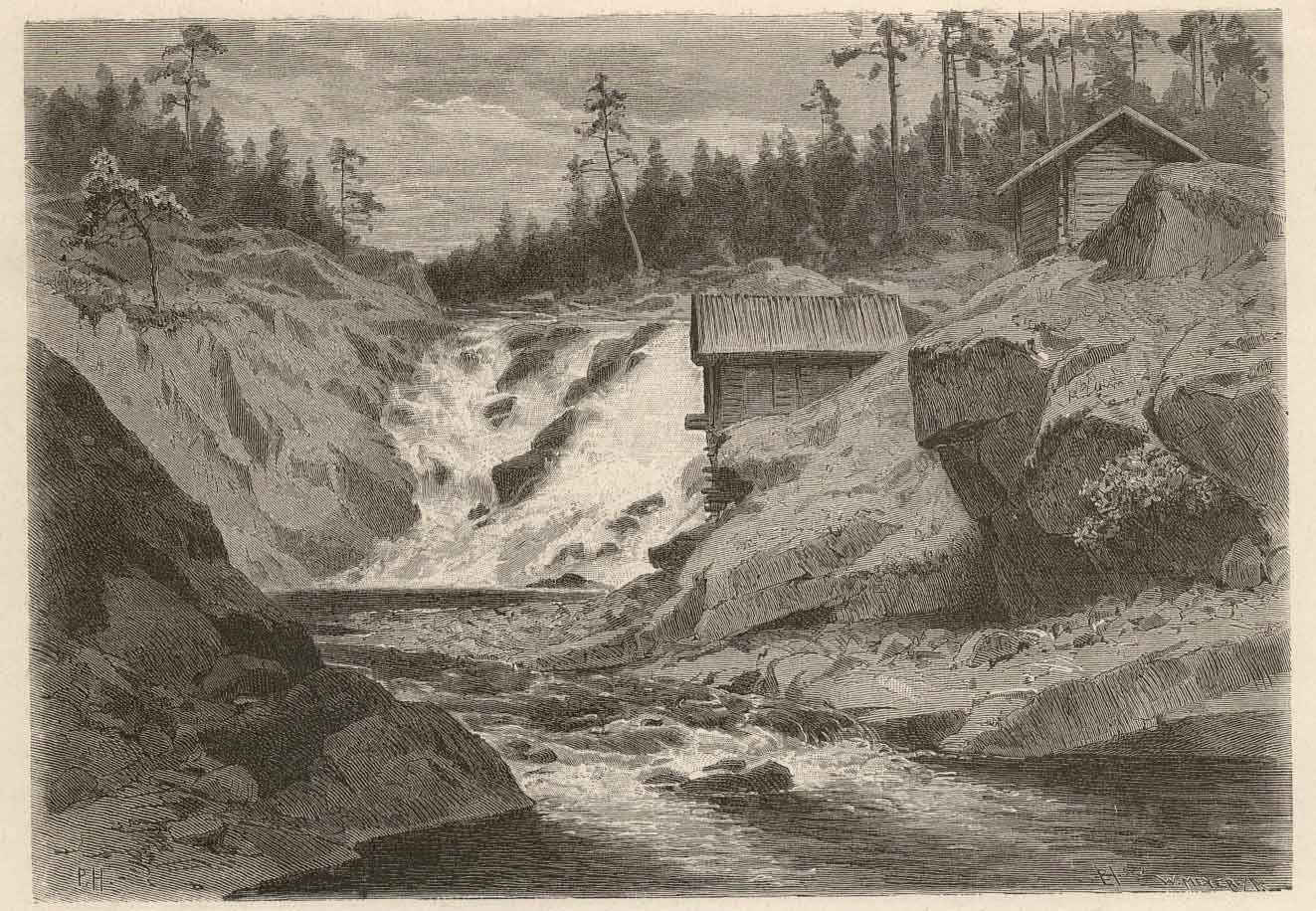
Brattfallet i Halgån, 700 m ovanför bruket
Xylografi 1888 efter målning av Per Daniel Holm.

Halgå bruk var ett stångjärnsbruk tillhörigt Uddeholm, som var beläget i Ekshärads socken vid Halgån cirka 2 km från Klarälven.
Bruket tillkom under Uddeholms expansion under 1830-talet, driften startade i november 1833, och Halgå hade som mest fyra stångjärnshärdar, två hamrar och ett privilegierat smide på 400 ton årligen. Tackjärnet hämtades huvudsakligen från Uddeholms masugnar vid Motjärnshyttan, Sunnemohyttan, Uddeholmshyttan och Ulleshyttan, och det färdiga stångjärnet levererades sommartid med trälbåt till Edebäck för vidarebefordran till Karlstad och Göteborg. Vintertid skedde transporterna med häst och släde.
När Uddeholm 1844 allmänt gick över från tysksmide till  lancashiresmide, skedde en produktionsuppdelning mellan bruken, och Halgå kom därefter huvudsakligen att leverera smältstycken för uträckning (forma under hammare eller genom valsning) vid bruken i Föskefors, Munkfors och Stjärnsfors. 
Bruksdöden under senare delen av 1800-talet slog hårt mot de små stångjärnsbruken inom Uddeholm, och smidet vid Halgå lades ner 1884.
Idag finns bara obetydliga lämningar kvar vid Halgå efter brukstiden. Brukskontoret är bevarat på Ekshärads hembygdsgård.

## Brattfallet
Brattfallet är ett 10 m högt vattenfall med en djup kanjon. Vid höga vattenflöden är fallet mäktigt. På sommaren då vattenföringen är låg kan man klättra i fallet. Efter Brattfallet rinner Halgån genom en 80 meter lång kanjon och vidare ut i Klarälven.

## Stenbron över Halgån
Stenbron är från 1923 då väg byggdes med handkraft över bergen i tidigare väglöst land. Arbetet, ett så kallat AK-arbete för att motverka fattigdomen under 1920-talets arbetslöshet, är uppmärksammat med en minnessten vid brofästet.

## Timmerflottning på Halgån
Halgån användes för flottning ner till Klarälven ända fram till slutet av 1970-talet. För att timret inte skulle fastna längs sin färd i ån röjde man bort stora stenblock och andra hinder.  

## Referenser

Bildgalleri från Halgån och Brattfallet
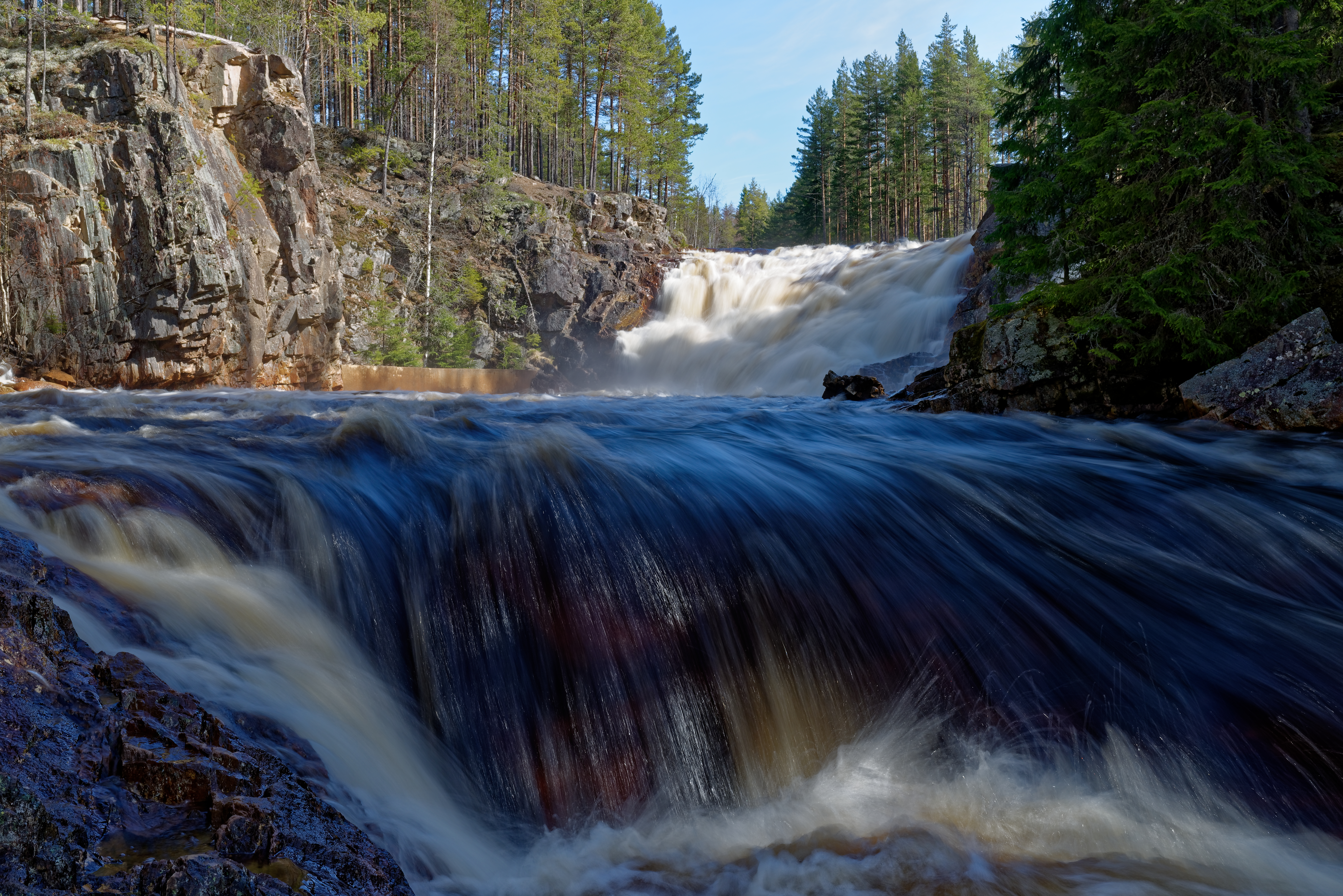
Brattfallet under vårflod
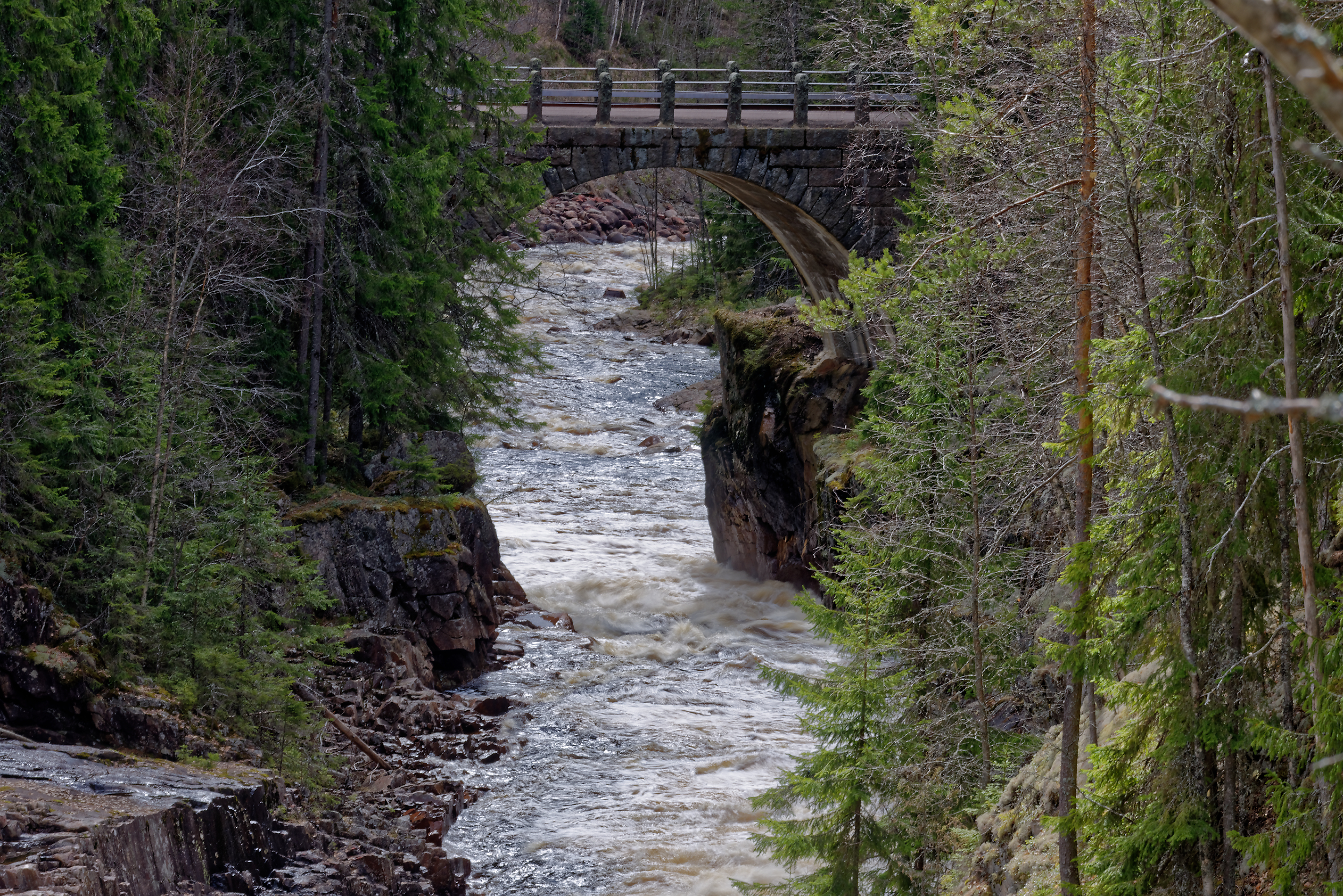
Stenbro över Halgån vid Brattfallet